# Pita Grilk

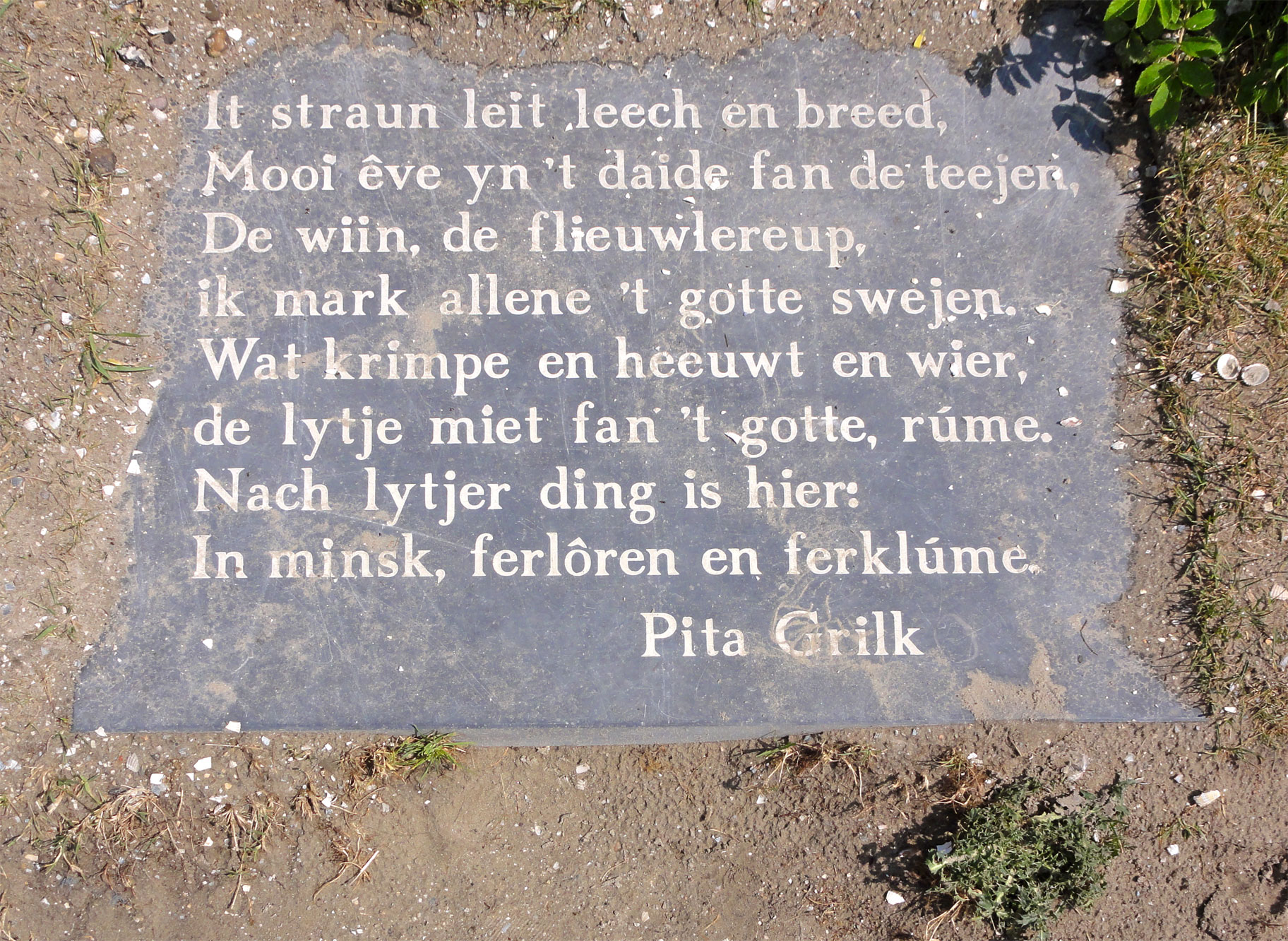
Gedicht van Pita Grilk over het strand van Schiermonnikoog opgenomen in de Taalroute aldaar

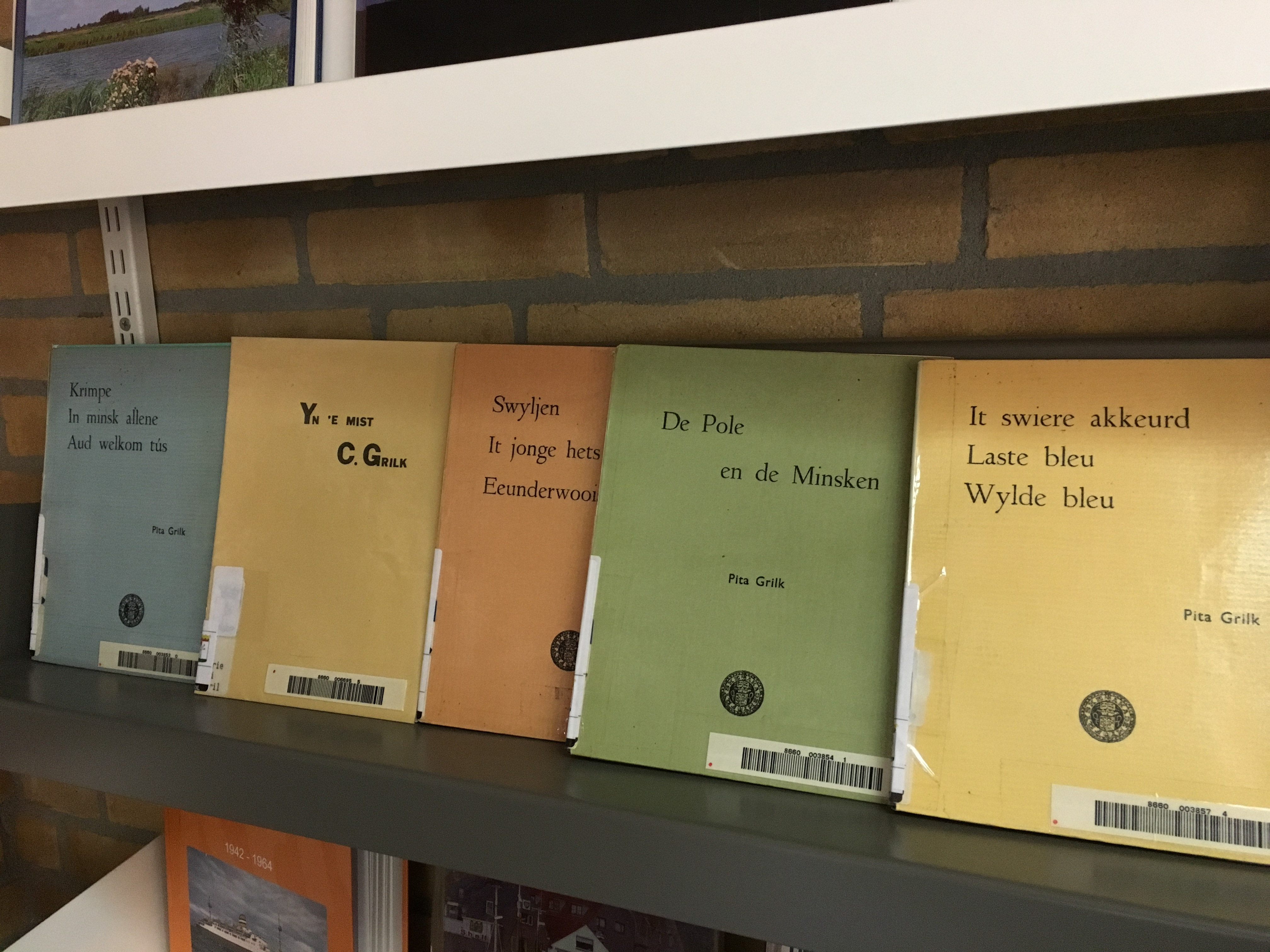
Boeken in bibliotheek Schiermonnikoog

Pita Louise Grilk (Schiermonnikoog, 21 juli 1905 - Leeuwarden, 16 mei 1980) was een Friese dichteres, die gedichten publiceerde in het Schiermonnikoogs.

## Bijzonderheid
Pita Louise Grilk werd geboren als Pietje Grilk, Op de akte staat als bijzonderheid  vermeld: Aangegeven door de vroedvrouw; vader wegens afwezigheid verhinderd zelf aangifte te doen; akte gerectificeerd bij vonnis van de Arrondissementsrechtbank te Leeuwarden d.d. 28 januari 1944, waarbij voornaam kind wordt veranderd van "Pietje" in "Pita Louise".

## Leven en werk
Grilk was een dochter van een gezagvoerder bij de koopvaardij Louw Grilk en van Pietje Schaafsma. Samen met haar zus Janet werd zij opgeleid aan het conservatorium. Na hun opleiding vestigde de zusters zich in 1929 in Leeuwarden, waar Pita piano- en orgelles gaf en haar zus zang- en spraakles. Grilk was tevens organiste van de doopsgezinde gemeente van Grouw. Als dichteres publiceerde zij gedichten in de taal van het eiland waar zij opgroeide, het Schiermonnikoogs. Een van haar gedichten werd op een steen in de Taalroute van Schiermonnikoog in 2010 vereeuwigd. In dit gedicht tekent ze de sfeer van het strand van Schiermonnikoog, waar een mens slechts nietig is.
Grilk overleed op 16 mei 1980 op 74-jarige leeftijd. Zij werd op 20 mei 1980 begraven op Schiermonnikoog. De beide zusters waren niet onbemiddeld; de veiling van hun inboedel bracht in 1983 ƒ 240.000 op.